# كروتون كاليفورني
كروتون كاليفورني (الاسم العلمي: Croton californicus) هو نوع نباتي يتبع جنس الكروتون من فصيلة الحلابية.